# Surfaix

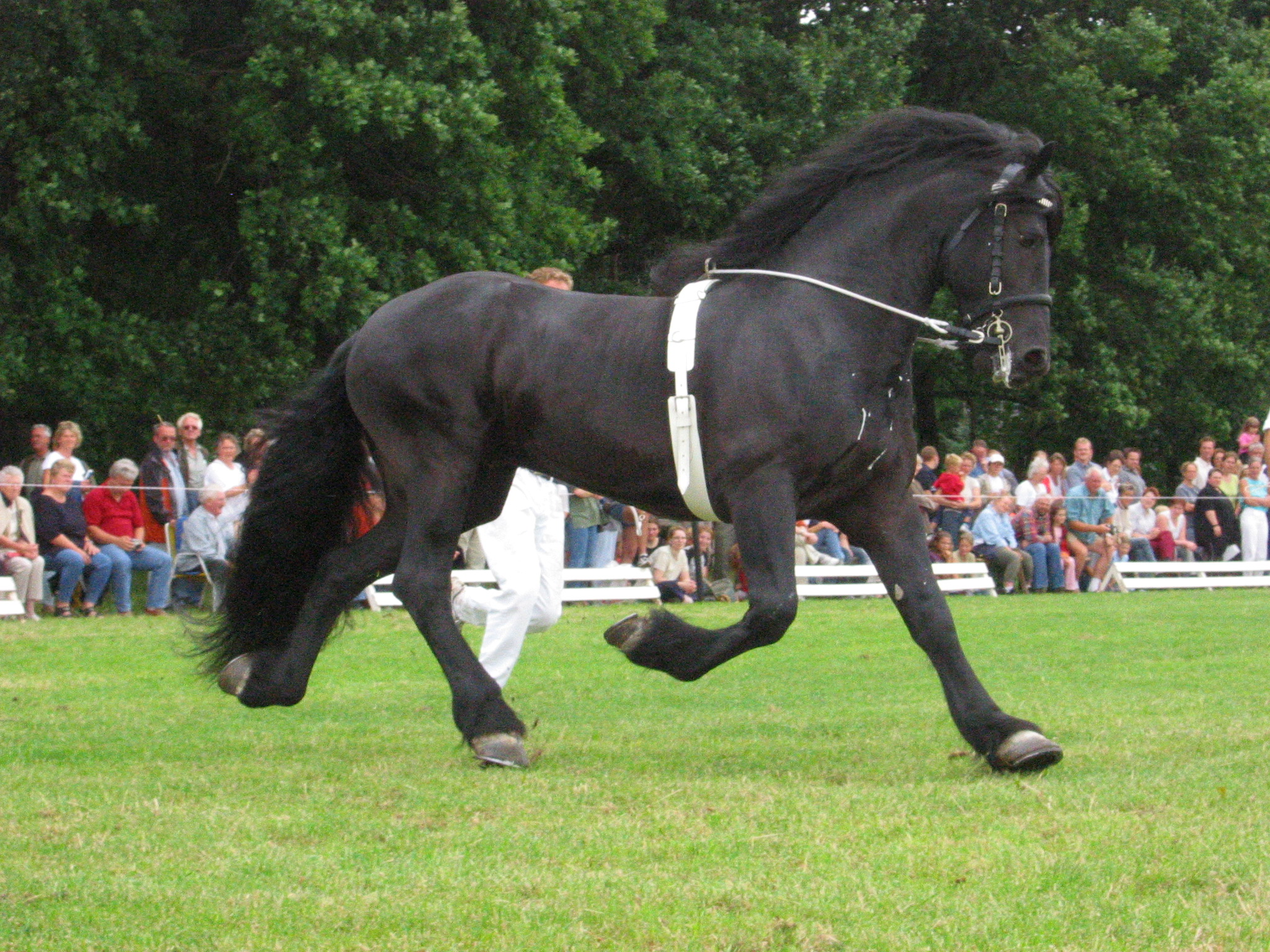
Cheval portant un surfaix.

Un surfaix est une pièce de harnais comprenant une sellette ressemblant à celle utilisée pour l'attelage, se sanglant sous le ventre du cheval, et comportant des anneaux d'accrochage.

## Utilisation
Comparé à une selle, un surfaix permet un réglage plus précis des rênes latérales grâce au placement d'anneaux supplémentaires. Alors qu'une selle ne fournit qu'une seule hauteur pour attacher les anneaux (les boucles circulaires), et peut être inégale ou à la mauvaise position, un surfaix d'entraînement place des anneaux à des endroits plus appropriés pour le travail au sol. De nombreux modèles de surfaix permettent de fixer les rênes latérales à plusieurs hauteurs différentes le long des côtés du cheval.